# Асоціація скаутів Азербайджану
Асоціація скаутів Азербайджану (вірм. Azərbaycan Skautlar Assosiasiyası) — національна скаутська організація Азербайджану, заснована у 1997 році. Організація є членом ВОСР з 2000 року. Станом на 2011 рік чисельність організації становить 1677 людини
Головний офіс організації знаходиться за адресою:
- Місто Баку, вулиця Гадірлі 5/11

## Історія
Перші скаутські гуртки виникли в Азербайджані у 1918 році, але були заборонені із приходом радянської влади та витіснені піонерами. Із падінням СРСР скаутинг в Азербайджані почав поступово відроджуватись.
Асоціацію Скаутів Азербайджану (АСА) було засновано 11 жовтня 1997 Наміком Джафаровим. В тому ж році було організовано перший скаутський табір. 20 серпня 2000 року Азербайджан пиєднався до ВОСР. АСА має свої відділення у Шекінському, Хачмасському, Закатальському, Агджабединському, Євлаському районах та місті Ґянджа.
Станом на 2004 рік кількість зареєстрованих членів АСА становила 1356 чоловік. Більша частина скаутів проживає у столиці країни Баку. Скаути Азербайджану брали участь у Всесвітньому скаутському Джемборі в Чилі у 1998-1999 роках. АСА разом із Асоціацією Азербайджанських дівчат-гайдів є членами Національної Асамблеї Молодіжних Організацій Республіки Азербайждан.
За невеликий час існування організації скаути АСА відвідали наступні країни: Швейцарія, Велика Британія, Чилі, Росія, Україна, Єгипет, Молдова, ОАЕ, Туреччина, Таїланд, Мексика, Тайвань, Греція.

## Діяльність
АСА діє за скаутською методикою. Азербайджанські скаути активно співпрацюють із іншими скаутськими організаціями, організовують соціальні та екологічні проекти регіонального, республіканського та міжнародного рівнів.
Основними цілями організації є:
- Організація дозвілля;
- Проведення молодіжних літніх таборів;
- Організація програм по духовному та фізичному вихованню молоді;
- Захист інтересів молоді.

Починаючи з грудня 2011 року АСА співпрацює із організацією ENPI-FLEG, яка покликана для боротьби із нелегальною та неконтрольованою вирубкою лісів. У лютому 2011 року відбувся Перший зимовий фестиваль у Бакуріані в рамках співпраці АСА із ENPI-FLEG. Також подібні заходи проводились і для грузинських скаутів.
В подальшому планується організація семінарів та спільних конференцій АСА та ENPI-FLEG присвячених екологічним проблемам.

## Структура
Вікові групи
- 6-12 років — каб-скаути;
- 12-18 років — скаути;
- 18 років і більше — ровер-скаути та скаутські лідери;

Вступивши в АСА кожен скаут має обрати собі патруль, де є свій лідер, атрибутика та правила. Така система найкраще сприяє вихованню дитини або підлітка, готує до дорослого життя, виховує особисту відповідальність, стимулює розвиток особистості та піклування про інших, незважаючи на соціальні  відмінності.
Лідер — сформований скаут, який є відповідальним за свій патруль.
Скаутський загін (рос. Отряд) — група кількох патрулів. Головою загону є досвідчений скаут-майстер, який несе відповідальність за лідерів і скаутів. Його основна мета — допомагати лідерам патрулів виховувати в собі лідерські якості.

## Ідеологія
Скаутське гасло — Завжди готовий, азербайджанською — Daima Hazır.
Емблема азербайджанських скаутів включає в себе лілею — символ всесвітнього скаутського руху та національні кольори прапора Азербайджану. Пелюстки лілею символізують:
- Обов'язок перед Аллахом та Азербайджаном;
- Обов'язок перед іншими;
- Обов'язок перед самим собою.

Дві п'ятипроменеві зірки символізують чистоту душі, істину та 12 скаутських законів.
Вузол символізує дружбу усіх скаутів світу.
Однострій скаутів складається з коричневої сорочки, штанів або шортів, паску та синьо-червоно-зеленої хустини на шиї.
Скаутська присяга: Клянуся своєю честю що зроблю все, що від мене залежить щоб виконати свій обов'язок перед Богом та Азербайджаном, допомагати іншим людям в будь-який час та дотримуватись скаутського закону.
Скаутський закон:
- Скаут чесний;
- Скаут слухається батьків та скаутських лідерів;
- Обов'язок скаута — допомагати іншим;
- Скаут вірний Богові та відданий Батьківщині;
- Скаут доброзичливий;
- Скаут ввічливий;
- Скаут слухняний;
- Скаут ощадливий;
- Скаут життєрадісний;
- Скаут чистий думками, словами та справами;
- Скаут хоробрий;
- Скаут шанобливий.